# Xylosma bolivianum
Xylosma bolivianum är en videväxtart som beskrevs av H.O. Sleum.. Xylosma bolivianum ingår i släktet Xylosma och familjen videväxter. Inga underarter finns listade i Catalogue of Life.